# Onthophagus gerstaeckeri
Onthophagus gerstaeckeri là một loài bọ cánh cứng trong họ Bọ hung (Scarabaeidae).